# Scipio Sighele
Scipio Sighele (Brescia, 24 giugno 1868 – Firenze, 21 ottobre 1913) è stato uno psicologo, sociologo, criminologo e avvocato italiano.

## Biografia
Scipio Sighele nacque a Brescia, da Gualtiero e Angelica Pedrotti. Suo padre, di origine trentina, fu un magistrato negli anni seguenti l'unità d'Italia alla procura del Re a Palermo, così come il nonno Scipione. Dopo il liceo studiò con Guglielmo Ferrero e Adolfo Zerboglio (seguaci del criminologo Cesare Lombroso) e si laureò in Giurisprudenza a Roma nel 1890 con Enrico Ferri. Raggiunse la notorietà con l'opera La folla delinquente (1891), tradotta immediatamente in lingua francese e poi diffusa come best seller in tutto il mondo. Iniziò così la sua riflessione sulla psicologia collettiva, di cui viene considerato uno dei pionieri (La delinquenza settaria, 1897; L'intelligenza della folla, 1903). Insegnò Diritto penale all'Università di Pisa.
Nel 1892 pubblicò La coppia criminale, in cui riprese tematiche della suggestione collettiva e della folie à deux; ne seguirà le linee generali nell'arringa per il celebre processo Murri (1905). Militante del movimento nazionalista, irredentista, operò nel Trentino (sua regione d'origine) subendo dall'autorità austriaca due processi nel 1900 e nel 1908, finché nel giugno 1912 venne espulso e dovette lasciare la sua villa a Nago sul Lago di Garda.
Tenne dunque corsi di psicologia collettiva e di sociologia criminale al di fuori dell'Italia, all'Institut des Hautes Etudes dell'Università di Bruxelles. Le sue opere ebbero molte edizioni e traduzioni in lingue straniere. Morì a Firenze nel 1913.

## Pensiero ed eredità
(Epigrafe commemorativa per Scipio Sighele, in Via Poggi, 9 - Firenze)

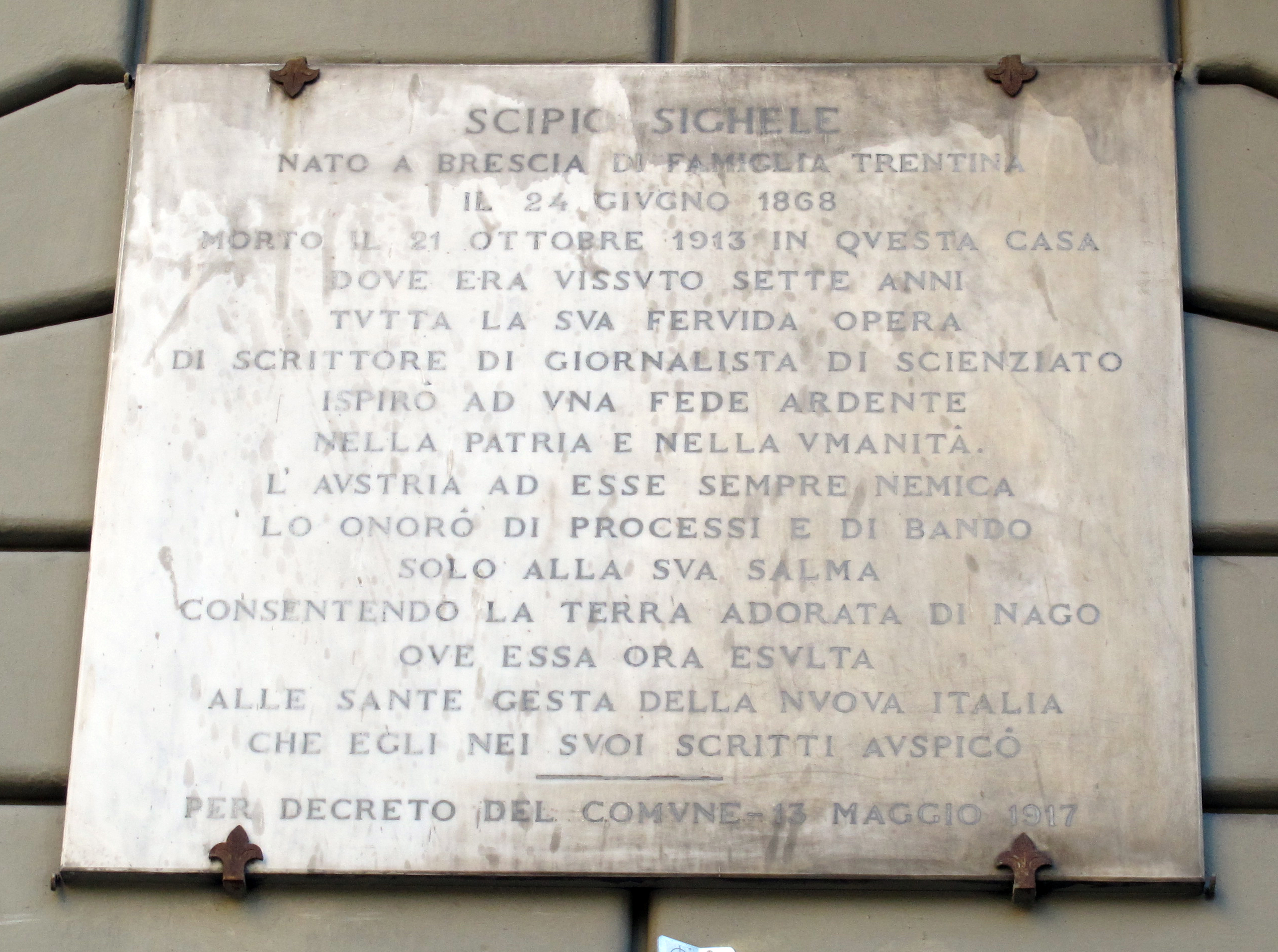
SCIPIO SIGHELE
NATO A BRESCIA DI FAMIGLIA TRENTINA
IL 24 GIUGNO 1868
MORTO IL 21 OTTOBRE 1913 IN QUESTA CASA
DOVE ERA VISSUTO SETTE ANNI
TUTTA LA SUA FERVIDA OPERA
DI SCRITTORE DI GIORNALISTA DI SCIENZIATO
ISPIRÒ AD UNA FEDE ARDENTE
NELLA PATRIA E NELLA UMANITÀ.
L'AUSTRIA AD ESSE SEMPRE NEMICA
LO ONORÒ DI PROCESSI E DI BANDO
SOLO ALLA SUA SALMA
CONSENTENDO LA TERRA ADORATA DI NAGO
OVE ESSA ORA ESULTA
ALLE SANTE GESTA DELLA NUOVA ITALIA
CHE EGLI NEI SUOI SCRITTI AUSPICÒ - PER DECRETO DEL COMUNE - 13 MAGGIO 1917
— Epigrafe commemorativa per Scipio Sighele, in Via Poggi, 9 - Firenze

La sua attività di psicologo e di sociologo furono fortemente influenzate da Cesare Lombroso, vissuto in epoca a lui coeva. Sighele analizzò i meccanismi interni alla folla, volendo dimostrare come nelle tendenze del collettivo sussistessero attitudini fondamentalmente criminose. Fu uno dei primi autori ad affrontare questo tipo di indagine e sottolineò inoltre come l'essere umano, inserito in un contesto di folla, perda il suo autocontrollo razionale lasciando entrare in gioco la sua natura crudele e i suoi istinti criminali. Negli anni la sua ricerca si distanziò da quella di Lombroso, negando la matrice strettamente antropologica del criminale ipotizzata da Lombroso. Ad ogni modo continuò la sua attività di criminologo e, diventato famoso in tutta Europa, Sighele espanse la sua ricerca nel campo della psicologia sociale, analizzando coppie criminali di culto (nel libro La coppia criminale - psicologia degli amori morbosi ne farà una analisi dettagliata). Pur non avendolo mai conosciuto, il suo lavoro influenzò Gustave Le Bon, che approfondì le sue idee e la sua opera. Allo stesso modo Zola, Durkheim e Nordau in Francia utilizzeranno le sue scoperte in vari campi (letterario, sociologico, politico ecc).